# Copa América 1975
Copa América 1975 var en fotbollsturnering som spelades 17 juli–28 oktober 1975. För första gången spelades inte turneringen på en speciell plats, utan man spelade hemma och borta-möten. Turneringen hade 1975 officiellt bytt namn, från sydamerikanska mästerskapet till Copa América. 10 lag deltog, med nio lag i tre olika gruppspel, medan 1967 års regerande mästare Uruguay gick direkt till semifinal.

## Gruppspel
Lagen lottades i tre olika grupper med tre lag var. Varje lag i samma grupp möttes två gånger, hemma och borta, och seger gav två poäng, oavgjort en och förlust noll. Gruppvinnarna gick till semifinal.

### Grupp A
| Nr | Lag       | S | V | O | F | GM | IM | MS  | P |
| -- | --------- | - | - | - | - | -- | -- | --- | - |
| 1  | Brasilien | 4 | 4 | 0 | 0 | 13 | 1  | +12 | 8 |
| 2  | Argentina | 4 | 2 | 0 | 2 | 17 | 4  | +13 | 4 |
| 3  | Venezuela | 4 | 0 | 0 | 4 | 1  | 26 | −25 | 0 |

| Hemma \ Borta | Argentina | Brasilien | Venezuela |
| Argentina     | —         | 0–1       | 11–0      |
| Brasilien     | 2–1       | —         | 6–0       |
| Venezuela     | 1–5       | 0–4       | —         |

|  | 31 juli | Venezuela | 0 – 4   | Brasilien                              | Estadio Olímpico                                               |                                                                |
|  |         |           | (0 – 1) | Romeu 2′ Danival 50′ Palhinha 82′, 88′ | Caracas, Venezuela Publik: 20 000 Domare: Carlos Rivero (Peru) | Caracas, Venezuela Publik: 20 000 Domare: Carlos Rivero (Peru) |
|  |         |           |         |                                        | Caracas, Venezuela Publik: 20 000 Domare: Carlos Rivero (Peru) | Caracas, Venezuela Publik: 20 000 Domare: Carlos Rivero (Peru) |
|  |         |           |         |                                        | Caracas, Venezuela Publik: 20 000 Domare: Carlos Rivero (Peru) | Caracas, Venezuela Publik: 20 000 Domare: Carlos Rivero (Peru) |

|  | 3 augusti | Venezuela   | 1 – 5   | Argentina                                  | Estadio Olímpico                                                    |                                                                     |
|  |           | Iriarte 14′ | (1 – 3) | Luque 12′, 34′, 66′ Kempes 30′ Ardiles 86′ | Caracas, Venezuela Publik: 15 000 Domare: Rafael Hormazábal (Chile) | Caracas, Venezuela Publik: 15 000 Domare: Rafael Hormazábal (Chile) |
|  |           |             |         |                                            | Caracas, Venezuela Publik: 15 000 Domare: Rafael Hormazábal (Chile) | Caracas, Venezuela Publik: 15 000 Domare: Rafael Hormazábal (Chile) |
|  |           |             |         |                                            | Caracas, Venezuela Publik: 15 000 Domare: Rafael Hormazábal (Chile) | Caracas, Venezuela Publik: 15 000 Domare: Rafael Hormazábal (Chile) |

|  | 6 augusti | Brasilien               | 2 – 1   | Argentina | Mineirão                                                                 |                                                                          |
|  |           | Nelinho 31′, 55′ (str.) | (1 – 1) | Asad 11′  | Belo Horizonte, Brasilien Publik: 80 000 Domare: Ramón Barreto (Uruguay) | Belo Horizonte, Brasilien Publik: 80 000 Domare: Ramón Barreto (Uruguay) |
|  |           |                         |         |           | Belo Horizonte, Brasilien Publik: 80 000 Domare: Ramón Barreto (Uruguay) | Belo Horizonte, Brasilien Publik: 80 000 Domare: Ramón Barreto (Uruguay) |
|  |           |                         |         |           | Belo Horizonte, Brasilien Publik: 80 000 Domare: Ramón Barreto (Uruguay) | Belo Horizonte, Brasilien Publik: 80 000 Domare: Ramón Barreto (Uruguay) |

|  | 10 augusti | Argentina                                                                                          | 11 – 0  | Venezuela | Cor de León                                                  |                                                              |
|  |            | Killer 8′, 41′, 62′ Gallego 14′ Ardiles 39′ Kempes 53′, 81′ Zanabria 56′, 64′ Bóveda 80′ Luque 85′ | (4 – 0) |           | Rosario, Argentina Publik: 50 000 Domare: Pedro Reyes (Peru) | Rosario, Argentina Publik: 50 000 Domare: Pedro Reyes (Peru) |
|  |            | |         |           | Rosario, Argentina Publik: 50 000 Domare: Pedro Reyes (Peru) | Rosario, Argentina Publik: 50 000 Domare: Pedro Reyes (Peru) |
|  |            | |         |           | Rosario, Argentina Publik: 50 000 Domare: Pedro Reyes (Peru) | Rosario, Argentina Publik: 50 000 Domare: Pedro Reyes (Peru) |

|  | 13 augusti | Brasilien                                                             | 6 – 0   | Venezuela | Mineirão                                                              |                                                                       |
|  |            | Roberto Batata 6′, 79′ Nelinho 9′ Danival 37′ Campos 53′ Palhinha 65′ | (3 – 0) |           | Belo Horizonte, Brasilien Publik: 32 000 Domare: Carlos Rivero (Peru) | Belo Horizonte, Brasilien Publik: 32 000 Domare: Carlos Rivero (Peru) |
|  |            |                                                                       |         |           | Belo Horizonte, Brasilien Publik: 32 000 Domare: Carlos Rivero (Peru) | Belo Horizonte, Brasilien Publik: 32 000 Domare: Carlos Rivero (Peru) |
|  |            |                                                                       |         |           | Belo Horizonte, Brasilien Publik: 32 000 Domare: Carlos Rivero (Peru) | Belo Horizonte, Brasilien Publik: 32 000 Domare: Carlos Rivero (Peru) |

|  | 16 augusti | Argentina | 0 – 1   | Brasilien   | Cor de León                                                     |                                                                 |
|  |            |           | (0 – 1) | Danival 45′ | Rosario, Argentina Publik: 50 000 Domare: Carlos Robles (Chile) | Rosario, Argentina Publik: 50 000 Domare: Carlos Robles (Chile) |
|  |            |           |         |             | Rosario, Argentina Publik: 50 000 Domare: Carlos Robles (Chile) | Rosario, Argentina Publik: 50 000 Domare: Carlos Robles (Chile) |
|  |            |           |         |             | Rosario, Argentina Publik: 50 000 Domare: Carlos Robles (Chile) | Rosario, Argentina Publik: 50 000 Domare: Carlos Robles (Chile) |

### Grupp B
| Nr | Lag     | S | V | O | F | GM | IM | MS | P |
| -- | ------- | - | - | - | - | -- | -- | -- | - |
| 1  | Peru    | 4 | 3 | 1 | 0 | 8  | 3  | +5 | 7 |
| 2  | Chile   | 4 | 1 | 1 | 2 | 7  | 6  | +1 | 3 |
| 3  | Bolivia | 4 | 1 | 0 | 3 | 3  | 9  | −6 | 2 |

| Hemma \ Borta | Bolivia | Chile | Peru |
| Bolivia       | —       | 2–1   | 0–1  |
| Chile         | 4–0     | —     | 1–1  |
| Peru          | 3–1     | 3–1   | —    |

|  | 17 juli | Chile        | 1 – 1   | Peru      | Estadio Nacional                                               |                                                                |
|  |         | Crisosto 10′ | (1 – 0) | Rojas 72′ | Santiago, Chile Publik: 50 000 Domare: Omar Delgado (Colombia) | Santiago, Chile Publik: 50 000 Domare: Omar Delgado (Colombia) |
|  |         |              |         |           | Santiago, Chile Publik: 50 000 Domare: Omar Delgado (Colombia) | Santiago, Chile Publik: 50 000 Domare: Omar Delgado (Colombia) |
|  |         |              |         |           | Santiago, Chile Publik: 50 000 Domare: Omar Delgado (Colombia) | Santiago, Chile Publik: 50 000 Domare: Omar Delgado (Colombia) |

|  | 20 juli | Bolivia        | 2 – 1   | Chile      | Estadio Jesús Bermúdez                                        |                                                               |
|  |         | Mezza 60′, 75′ | (0 – 1) | Gamboa 41′ | Oruro, Bolivia Publik: 18 000 Domare: Héctor Ortiz (Paraguay) | Oruro, Bolivia Publik: 18 000 Domare: Héctor Ortiz (Paraguay) |
|  |         |                |         |            | Oruro, Bolivia Publik: 18 000 Domare: Héctor Ortiz (Paraguay) | Oruro, Bolivia Publik: 18 000 Domare: Héctor Ortiz (Paraguay) |
|  |         |                |         |            | Oruro, Bolivia Publik: 18 000 Domare: Héctor Ortiz (Paraguay) | Oruro, Bolivia Publik: 18 000 Domare: Héctor Ortiz (Paraguay) |

|  | 27 juli | Bolivia | 0 – 1   | Peru        | Estadio Jesús Bermúdez                                              |                                                                     |
|  |         |         | (0 – 1) | Ramírez 17′ | Oruro, Bolivia Publik: 18 000 Domare: Alberto Ducatelli (Argentina) | Oruro, Bolivia Publik: 18 000 Domare: Alberto Ducatelli (Argentina) |
|  |         |         |         |             | Oruro, Bolivia Publik: 18 000 Domare: Alberto Ducatelli (Argentina) | Oruro, Bolivia Publik: 18 000 Domare: Alberto Ducatelli (Argentina) |
|  |         |         |         |             | Oruro, Bolivia Publik: 18 000 Domare: Alberto Ducatelli (Argentina) | Oruro, Bolivia Publik: 18 000 Domare: Alberto Ducatelli (Argentina) |

|  | 7 augusti | Peru                                    | 3 – 1   | Bolivia          | Estadio Nacional, Peru                                       |                                                              |
|  |           | Ramírez 7′ (str.) Cueto 26′ Oblitas 52′ | (2 – 0) | Mezza 58′ (str.) | Lima Publik: 40 000 Domare: Romualdo Arppi Filho (Brasilien) | Lima Publik: 40 000 Domare: Romualdo Arppi Filho (Brasilien) |
|  |           |                                         |         |                  | Lima Publik: 40 000 Domare: Romualdo Arppi Filho (Brasilien) | Lima Publik: 40 000 Domare: Romualdo Arppi Filho (Brasilien) |
|  |           |                                         |         |                  | Lima Publik: 40 000 Domare: Romualdo Arppi Filho (Brasilien) | Lima Publik: 40 000 Domare: Romualdo Arppi Filho (Brasilien) |

|  | 13 augusti | Chile                                   | 4 – 0   | Bolivia | Estadio Nacional                                                     |                                                                      |
|  |            | Araneda 40′, 87′ Ahumada 61′ Gamboa 71′ | (1 – 0) |         | Santiago, Chile Publik: 15 000 Domare: Arturo Ithurralde (Argentina) | Santiago, Chile Publik: 15 000 Domare: Arturo Ithurralde (Argentina) |
|  |            |                                         |         |         | Santiago, Chile Publik: 15 000 Domare: Arturo Ithurralde (Argentina) | Santiago, Chile Publik: 15 000 Domare: Arturo Ithurralde (Argentina) |
|  |            |                                         |         |         | Santiago, Chile Publik: 15 000 Domare: Arturo Ithurralde (Argentina) | Santiago, Chile Publik: 15 000 Domare: Arturo Ithurralde (Argentina) |

|  | 20 augusti | Peru                              | 3 – 1   | Chile              | Estadio Alianza Lima                                             |                                                                  |
|  |            | Rojas 3′ Oblitas 32′ Cubillas 39′ | (3 – 0) | Carlos Reinoso 76′ | Lima, Peru Publik: 35 000 Domare: Juan José Fortunatto (Uruguay) | Lima, Peru Publik: 35 000 Domare: Juan José Fortunatto (Uruguay) |
|  |            |                                   |         |                    | Lima, Peru Publik: 35 000 Domare: Juan José Fortunatto (Uruguay) | Lima, Peru Publik: 35 000 Domare: Juan José Fortunatto (Uruguay) |
|  |            |                                   |         |                    | Lima, Peru Publik: 35 000 Domare: Juan José Fortunatto (Uruguay) | Lima, Peru Publik: 35 000 Domare: Juan José Fortunatto (Uruguay) |

### Grupp C
| Nr | Lag      | S | V | O | F | GM | IM | MS | P |
| -- | -------- | - | - | - | - | -- | -- | -- | - |
| 1  | Colombia | 4 | 4 | 0 | 0 | 7  | 1  | +6 | 8 |
| 2  | Paraguay | 4 | 1 | 1 | 2 | 5  | 5  | 0  | 3 |
| 3  | Ecuador  | 4 | 0 | 1 | 3 | 4  | 10 | −6 | 1 |

| Hemma \ Borta | Colombia | Ecuador | Paraguay |
| Colombia      | —        | 2–0     | 1–0      |
| Ecuador       | 1–3      | —       | 2–2      |
| Paraguay      | 0–1      | 3–1     | —        |

|  | 20 juli | Colombia | 1 – 0   | Paraguay | Estadio El Campín                                                        |                                                                          |
|  |         | Díaz 83′ | (0 – 0) |          | Bogotá, Colombia Publik: 60 000 Domare: Romualdo Arppi Filho (Brasilien) | Bogotá, Colombia Publik: 60 000 Domare: Romualdo Arppi Filho (Brasilien) |
|  |         |          |         |          | Bogotá, Colombia Publik: 60 000 Domare: Romualdo Arppi Filho (Brasilien) | Bogotá, Colombia Publik: 60 000 Domare: Romualdo Arppi Filho (Brasilien) |
|  |         |          |         |          | Bogotá, Colombia Publik: 60 000 Domare: Romualdo Arppi Filho (Brasilien) | Bogotá, Colombia Publik: 60 000 Domare: Romualdo Arppi Filho (Brasilien) |

|  | 24 juli | Ecuador                 | 2 – 2   | Paraguay       | Estadio Modelo                                                       |                                                                      |
|  |         | Lasso 38′ Castañeda 47′ | (1 – 1) | Kiese 16′, 87′ | Guayaquil, Ecuador Publik: 50 000 Domare: Mario Fiorenza (Venezuela) | Guayaquil, Ecuador Publik: 50 000 Domare: Mario Fiorenza (Venezuela) |
|  |         |                         |         |                | Guayaquil, Ecuador Publik: 50 000 Domare: Mario Fiorenza (Venezuela) | Guayaquil, Ecuador Publik: 50 000 Domare: Mario Fiorenza (Venezuela) |
|  |         |                         |         |                | Guayaquil, Ecuador Publik: 50 000 Domare: Mario Fiorenza (Venezuela) | Guayaquil, Ecuador Publik: 50 000 Domare: Mario Fiorenza (Venezuela) |

|  | 27 juli | Ecuador     | 1 – 3   | Colombia                       | Estadio Olímpico Atahualpa                                              |                                                                         |
|  |         | Carrera 40′ | (1 – 1) | Ortiz 15′ Retat 75′ Castro 83′ | Quito, Ecuador Publik: 45 000 Domare: Miguel Angel Comesaña (Argentina) | Quito, Ecuador Publik: 45 000 Domare: Miguel Angel Comesaña (Argentina) |
|  |         |             |         |                                | Quito, Ecuador Publik: 45 000 Domare: Miguel Angel Comesaña (Argentina) | Quito, Ecuador Publik: 45 000 Domare: Miguel Angel Comesaña (Argentina) |
|  |         |             |         |                                | Quito, Ecuador Publik: 45 000 Domare: Miguel Angel Comesaña (Argentina) | Quito, Ecuador Publik: 45 000 Domare: Miguel Angel Comesaña (Argentina) |

|  | 30 juli | Paraguay | 0 – 1   | Colombia | Defensores del Chaco                                                       |                                                                            |
|  |         |          | (0 – 1) | Díaz 40′ | Asunción, Paraguay Publik: 50 000 Domare: Arnaldo Cézar Coelho (Brasilien) | Asunción, Paraguay Publik: 50 000 Domare: Arnaldo Cézar Coelho (Brasilien) |
|  |         |          |         |          | Asunción, Paraguay Publik: 50 000 Domare: Arnaldo Cézar Coelho (Brasilien) | Asunción, Paraguay Publik: 50 000 Domare: Arnaldo Cézar Coelho (Brasilien) |
|  |         |          |         |          | Asunción, Paraguay Publik: 50 000 Domare: Arnaldo Cézar Coelho (Brasilien) | Asunción, Paraguay Publik: 50 000 Domare: Arnaldo Cézar Coelho (Brasilien) |

Matchen avbröts efter 43 minuter in i första halvleken.
|  | 7 augusti | Colombia            | 2 – 0   | Ecuador | Estadio El Campín                                                                                             | |
|  |           | Díaz 15′ Calero 42′ | (2 – 0) |         | Bogotá, Colombia · Publik: 50 000 · Domare: Carlos Robles (Chile) · Rött kort: Arboleda, COL och Cabezas, ECU | Bogotá, Colombia · Publik: 50 000 · Domare: Carlos Robles (Chile) · Rött kort: Arboleda, COL och Cabezas, ECU |
|  |           |                     |         |         | Bogotá, Colombia · Publik: 50 000 · Domare: Carlos Robles (Chile) · Rött kort: Arboleda, COL och Cabezas, ECU | Bogotá, Colombia · Publik: 50 000 · Domare: Carlos Robles (Chile) · Rött kort: Arboleda, COL och Cabezas, ECU |
|  |           |                     |         |         | Bogotá, Colombia · Publik: 50 000 · Domare: Carlos Robles (Chile) · Rött kort: Arboleda, COL och Cabezas, ECU | Bogotá, Colombia · Publik: 50 000 · Domare: Carlos Robles (Chile) · Rött kort: Arboleda, COL och Cabezas, ECU |

|  | 10 augusti | Paraguay                | 3 – 1   | Ecuador       | Defensores del Chaco                                                  |                                                                       |
|  |            | Báez 21′ Rolón 39′, 58′ | (2 – 1) | Castañeda 31′ | Asunción, Paraguay Publik: 10 000 Domare: Armando Marques (Brasilien) | Asunción, Paraguay Publik: 10 000 Domare: Armando Marques (Brasilien) |
|  |            |                         |         |               | Asunción, Paraguay Publik: 10 000 Domare: Armando Marques (Brasilien) | Asunción, Paraguay Publik: 10 000 Domare: Armando Marques (Brasilien) |
|  |            |                         |         |               | Asunción, Paraguay Publik: 10 000 Domare: Armando Marques (Brasilien) | Asunción, Paraguay Publik: 10 000 Domare: Armando Marques (Brasilien) |

## Utslagsspel
Uruguay var regerande mästare från 1967, och kvalificerade sig direkt till utslagsspelet. Man mötte segraren av grupp 3, Colombia.
|  | Semifinaler | Semifinaler | Semifinaler | Semifinaler | Semifinaler |       |          | Finaler  | Finaler | Finaler | Finaler | Finaler |
|  |             |             |             |             |             |       |          |          |         |         |         |         |
|  | Colombia    | Colombia    | 3           | 0           | (3)         |       |          |          |         |         |         |         |
|  | Uruguay     | Uruguay     | 0           | 1           | (1)         |       |          |          |         |         |         |         |
|  |             |             |             |             |             |       | Colombia | Colombia | 1       | 0       | 0 (1)   |         |
|  |             | Peru        | Peru        | 0           | 2           | 1 (3) |          |          |         |         |         |         |
|  | Brasilien   | Brasilien   | 1           | 2           | (3)         |       |          |          |         |         |         |         |
|  | Peru        | Peru        | 3           | 0           | (3)         |       |          |          |         |         |         |         |

### Semifinaler
Colombia mot Uruguay
| 19 | 21 september | Colombia                      | 3 – 0   | Uruguay | Estadio El Campín                                                                                     | |
|    |              | Angulo 53′ Ortiz 70′ Díaz 90′ | (0 – 0) |         | Bogotá, Colombia · Publik: 55 000 · Domare: César Orozco (Peru) · Rött kort: de los Santos, URU (17') | Bogotá, Colombia · Publik: 55 000 · Domare: César Orozco (Peru) · Rött kort: de los Santos, URU (17') |
|    |              |                               |         |         | Bogotá, Colombia · Publik: 55 000 · Domare: César Orozco (Peru) · Rött kort: de los Santos, URU (17') | Bogotá, Colombia · Publik: 55 000 · Domare: César Orozco (Peru) · Rött kort: de los Santos, URU (17') |
|    |              |                               |         |         | Bogotá, Colombia · Publik: 55 000 · Domare: César Orozco (Peru) · Rött kort: de los Santos, URU (17') | Bogotá, Colombia · Publik: 55 000 · Domare: César Orozco (Peru) · Rött kort: de los Santos, URU (17') |

| 21 | 1 oktober | Uruguay           | 1 – 0   | Colombia | Estadio Centenario                                                                                      | |
|    |           | Morena 17′ (str.) | (1 – 0) |          | Montevideo, Uruguay · Publik: 70 000 · Domare: Rafael Hormazábal (Chile) · Rött kort: Morena, URU (80') | Montevideo, Uruguay · Publik: 70 000 · Domare: Rafael Hormazábal (Chile) · Rött kort: Morena, URU (80') |
|    |           |                   |         |          | Montevideo, Uruguay · Publik: 70 000 · Domare: Rafael Hormazábal (Chile) · Rött kort: Morena, URU (80') | Montevideo, Uruguay · Publik: 70 000 · Domare: Rafael Hormazábal (Chile) · Rött kort: Morena, URU (80') |
|    |           |                   |         |          | Montevideo, Uruguay · Publik: 70 000 · Domare: Rafael Hormazábal (Chile) · Rött kort: Morena, URU (80') | Montevideo, Uruguay · Publik: 70 000 · Domare: Rafael Hormazábal (Chile) · Rött kort: Morena, URU (80') |

Brasilien mot Peru
| 20 | 30 september | Brasilien          | 1 – 3   | Peru                            | Estádio Mineirão                                                                   |                                                                                    |
|    |              | Roberto Batata 54′ | (0 – 1) | Casaretto 19′, 88′ Cubillas 82′ | Belo Horizonte, Brasilien Publik: 75 000 Domare: Miguel Angel Comesaña (Argentina) | Belo Horizonte, Brasilien Publik: 75 000 Domare: Miguel Angel Comesaña (Argentina) |
|    |              |                    |         |                                 | Belo Horizonte, Brasilien Publik: 75 000 Domare: Miguel Angel Comesaña (Argentina) | Belo Horizonte, Brasilien Publik: 75 000 Domare: Miguel Angel Comesaña (Argentina) |
|    |              |                    |         |                                 | Belo Horizonte, Brasilien Publik: 75 000 Domare: Miguel Angel Comesaña (Argentina) | Belo Horizonte, Brasilien Publik: 75 000 Domare: Miguel Angel Comesaña (Argentina) |

| 22 | 4 oktober | Peru | 0 – 2   | Brasilien                      | Estadio Alianza Lima                                            |                                                                 |
|    |           |      | (0 – 1) | Meléndez 10′ (sjm.) Campos 61′ | Lima, Peru Publik: 35 000 Domare: Arturo Ithurralde (Argentina) | Lima, Peru Publik: 35 000 Domare: Arturo Ithurralde (Argentina) |
|    |           |      |         |                                | Lima, Peru Publik: 35 000 Domare: Arturo Ithurralde (Argentina) | Lima, Peru Publik: 35 000 Domare: Arturo Ithurralde (Argentina) |
|    |           |      |         |                                | Lima, Peru Publik: 35 000 Domare: Arturo Ithurralde (Argentina) | Lima, Peru Publik: 35 000 Domare: Arturo Ithurralde (Argentina) |

Peru avancerade till finalen genom lottning.

### Finaler
| 23 | 16 oktober | Colombia   | 1 – 0   | Peru | Estadio El Campín                                                   |                                                                     |
|    |            | Castro 38′ | (1 – 0) |      | Bogotá, Colombia Publik: 50 000 Domare: Miguel Comesaña (Argentina) | Bogotá, Colombia Publik: 50 000 Domare: Miguel Comesaña (Argentina) |
|    |            |            |         |      | Bogotá, Colombia Publik: 50 000 Domare: Miguel Comesaña (Argentina) | Bogotá, Colombia Publik: 50 000 Domare: Miguel Comesaña (Argentina) |
|    |            |            |         |      | Bogotá, Colombia Publik: 50 000 Domare: Miguel Comesaña (Argentina) | Bogotá, Colombia Publik: 50 000 Domare: Miguel Comesaña (Argentina) |

| 24 | 22 oktober | Peru                    | 2 – 0   | Colombia | Estadio Nacional                                        |                                                         |
|    |            | Oblitas 18′ Ramírez 44′ | (2 – 0) |          | Lima, Peru Publik: 50 000 Domare: Juan Silvagno (Chile) | Lima, Peru Publik: 50 000 Domare: Juan Silvagno (Chile) |
|    |            |                         |         |          | Lima, Peru Publik: 50 000 Domare: Juan Silvagno (Chile) | Lima, Peru Publik: 50 000 Domare: Juan Silvagno (Chile) |
|    |            |                         |         |          | Lima, Peru Publik: 50 000 Domare: Juan Silvagno (Chile) | Lima, Peru Publik: 50 000 Domare: Juan Silvagno (Chile) |

Playoff
| 25 | 28 oktober | Peru      | 1 – 0   | Colombia | Estadio Olimpico                                                  |                                                                   |
|    |            | Sotil 25′ | (1 – 0) |          | Caracas, Venezuela Publik: 30 000 Domare: Ramón Barreto (Uruguay) | Caracas, Venezuela Publik: 30 000 Domare: Ramón Barreto (Uruguay) |
|    |            |           |         |          | Caracas, Venezuela Publik: 30 000 Domare: Ramón Barreto (Uruguay) | Caracas, Venezuela Publik: 30 000 Domare: Ramón Barreto (Uruguay) |
|    |            |           |         |          | Caracas, Venezuela Publik: 30 000 Domare: Ramón Barreto (Uruguay) | Caracas, Venezuela Publik: 30 000 Domare: Ramón Barreto (Uruguay) |

## Statistik

### Målskyttar
Totalt 79 mål gjordes under turneringens 25 matcher, vilket gav ett målsnitt på 3,2 mål per match. 42 spelare gjorde mål, varav ett självmål av peruanen Julio Meléndez, för Brasilien. Leopoldo Luque från Argentina och Ernesto Díaz från Colombia vann skytteligan med 4 gjorda mål vardera.
4 mål
| - Leopoldo Luque | - Ernesto Díaz |  |

3 mål
| - Mario Kempes - Daniel Killer - Ovidio Mezza | - Danival - Nelinho | - Palhinha - Roberto Batata | - Juan Carlos Oblitas - Oswaldo Ramírez |

2 mål
| - Osvaldo Ardiles - Mario Zanabria - Campos - Luis Araneda | - Miguel Angel Gamboa - Ponciano Castro - Willington Ortiz | - Polo Carrera - Hugo Enrique Kiese - Clemente Rolón | - Enrique Casaretto - Teófilo Cubillas - Percy Rojas |

1 mål
| - Julio Asad - Ramón Bóveda - Américo Gallego - Romeu - Sergio Ahumada | - Julio Crisosto - Carlos Reinoso - Edgar Angulo - Oswaldo Calero | - Eduardo Retat - Gonzalo Castañeda - Félix Lasso - Carlos Báez | - César Cueto - Hugo Sotil - Fernando Morena - Ramón Iriarte |

Självmål
- Julio Meléndez (för Brasilien)

### Disciplin
Röda kort
4 röda kort delades ut under turneringens 25 matcher:
| - Jairo Arboleda | - Vicente Cabezas | - Alfredo de los Santos | - Fernando Morena |

### Sluttabell
Notera att Brasilien och Uruguay delade på bronsmedaljen då man ej spelade match om tredjepris.
| Nr | Copa América 1975 | S | V | O | F | GM | IM | MS  | P  |
| -- | ----------------- | - | - | - | - | -- | -- | --- | -- |
| 1  | Peru              | 9 | 6 | 1 | 2 | 14 | 7  | +7  | 13 |
| 2  | Colombia          | 9 | 6 | 0 | 3 | 11 | 5  | +6  | 12 |
| 3  | Brasilien         | 6 | 5 | 0 | 1 | 16 | 4  | +12 | 10 |
| 3  | Uruguay           | 2 | 1 | 0 | 1 | 1  | 3  | −2  | 2  |
| 5  | Argentina         | 4 | 2 | 0 | 2 | 17 | 4  | +13 | 4  |
| 6  | Chile             | 4 | 1 | 1 | 2 | 7  | 6  | +1  | 3  |
| 7  | Paraguay          | 4 | 1 | 1 | 2 | 5  | 5  | 0   | 3  |
| 8  | Bolivia           | 4 | 1 | 0 | 3 | 3  | 9  | −6  | 2  |
| 9  | Ecuador           | 4 | 0 | 1 | 3 | 4  | 10 | −6  | 1  |
| 10 | Venezuela         | 4 | 0 | 0 | 4 | 1  | 26 | −25 | 0  |